# هنري روبرت ريتشموند
هنري روبرت ريتشموند (بالإنجليزية: Henry Robert Richmond)‏ هو سياسي نيوزلندي، ولد في 1829 بلندن في الإمبراطورية الرومانية، وتوفي في 1890 بكرايستشرش في نيوزيلندا.